# Gorgonidia maronensis
Gorgonidia maronensis là một loài bướm đêm thuộc phân họ Arctiinae, họ Erebidae.